# Ludgvan

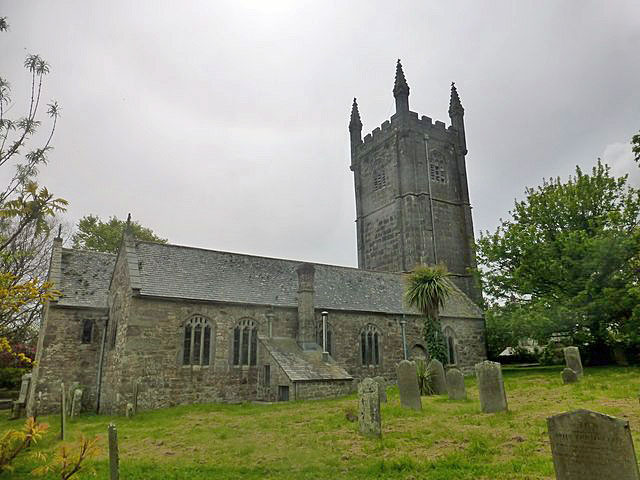
Ludgvan: la chiesa di San Paolo

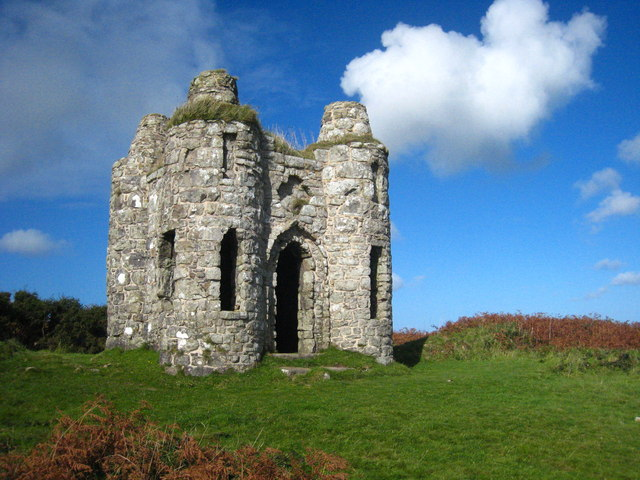
Ludgvan: la torre dei Rogers (Rogers' Tower)

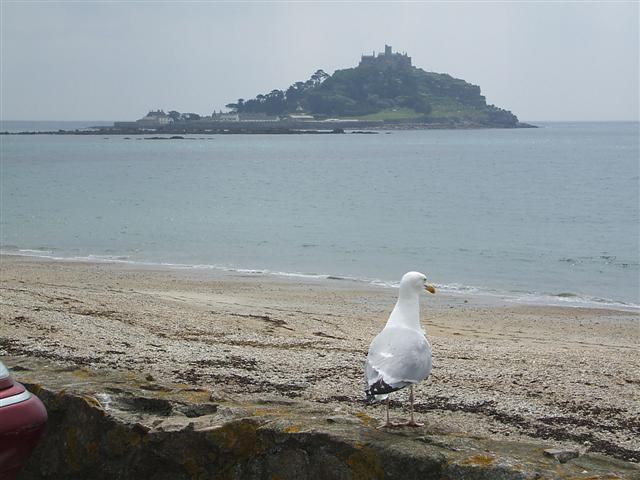
La spiaggia di Long Rock, villaggio della parrocchia civile di Ludgvan

Ludgvan (in lingua cornica: Lusowen o Ludewan) è un villaggio con status di parrocchia civile della contea inglese della Cornovaglia (Inghilterra sud-occidentale), facente parte un tempo del distretto di Penwith. L'intera parrocchia civile conta una popolazione di circa 3300-3400 abitanti.

## Geografia
Il villaggio e la parrocchia civile di Ludgvan si trovano nell'estremità occidentale della Cornovaglia, costituita dalla penisola di Penwith, tra i villaggi di Penzance e Marazion (rispettivamente a est del primo e a ovest del secondo).
La parrocchia civile di Ludgvan si estende su un promontorio e la sua parte meridionale si estende lungo la costa che si affaccia sulla Mounts Bay, di fronte a St Michael's Mount, mentre il villaggio di Ludgvan si trova un po' più all'interno.
La parrocchia civile di Ludgvan ha una superficie di 26,12 km².

## Origini del nome
Il toponimo Lusowen/Ludewan/Ludgvan deriva dai termini in lingua cornica lug van, che hanno il significato di "luogo in altura" o "luogo in collina".

## Storia
Un tempo gli abitanti di Ludgvan erano impiegati principalmente nella pesca e nell'industria mineraria. Proprio nei pressi di Ludgvan era infatti attiva fino al 1998 una miniera per l'estrazione dello stagno.

## Monumenti e luoghi d'interesse

### Chiesa di San Paolo
Principale edificio religioso di Ludgvan è la chiesa di San Paolo, probabilmente di epoca normanna e con un campanile risalente al XV secolo.

### Architetture civili

#### Torre dei Rogers
Altro edificio d'interesse è la torre dei Rogers (Rogers' Tower), una torre in granito e in stile gotico risalente al XVIII secolo e la cui costruzione è attribuita a John Rogers di Tressowe.

## Società

### Evoluzione demografica
Nel 2019, la popolazione della parrocchia civile era stimata in 3370, in maggioranza (1744) di sesso femminile.
La popolazione al di sotto dei 18 anni era stimata in 561 unità (di cui 308 erano i bambini al di sotto dei 10 anni), mentre la popolazione dai 60 anni in su era stimata in 1 031 unità (di cui 215 erano le persone dagli 80 in su).
La parrocchia civile ha conosciuto un incremento demografico rispetto al 2011 e al 2001, quando la popolazione censita era pari rispettivamente a 3261 e 3 184 unità.

## Geografia antropica

### Suddivisioni amministrative
Villaggi della parrocchia civile di Ludgvan
- Ludgvan
- Canon's Town
- Cockwells
- Crowlas
- Long Rock
- White Cross